# Marcus Viana
Marcus Viana (Belo Horizonte, 13 de agosto de 1953) é um violinista, cantor, tecladista e compositor brasileiro.
Filho de Sebastião Viana, ex-revisor e assistente de obras de Villa-Lobos. Fundou sua própria gravadora, Sonhos & Sons, na primeira metade da década de 1990.

## Biografia
Mesmo em contato com a música desde nascido, foi apenas aos 13 anos de idade que Marcus iniciou o estudo do violino, com o professor húngaro Gabor Buza, um discípulo de Carl Flesh. Entre 1972 e 1973, Marcus viveu no estado norte-americano da Pensilvânia – lá, participou da Orquestra Sinfônica de Harvertown coincidindo com o momento em que deu seus primeiros passos como compositor.
De volta ao Brasil, Marcus classifica-se como violinista titular da Sinfônica de Minas Gerais, lá permanecendo por sete anos. Ao mesmo tempo, incursa no rock progressivo, inspirado em bandas como Yes e outras que ao longo da década de 1970 atingiam seu auge. Ingressou na banda progressiva Saecula Saeculorum, que contava com os também virtuosos Giácomo Lombardi (teclado e piano) e José Audísio (guitarras) e, posteriormente nas bandas Conclave dos Druidas e Ícaro.
Em 1979, fundou o grupo Sagrado Coração da Terra com a proposta de misturar vocal e instrumental numa linha progressiva/sinfônica com ênfase em questões ecológico ambientais e espirituais, proposta esta que até hoje rege a banda, mas que desde meados dos anos 1990 teve de dividir sua importância com a carreira solo de Marcus, que atua como compositor de trilhas para TV, cinema, teatro, ballet e musicais infantis. Seu trabalho paralelo ao grupo do qual é líder e fundador, além da Transfonica Orkestra (também sua cria), é reconhecido internacionalmente, expressando-se, por exemplo, com sua indicação ao Grammy Latino de 2001 pelo disco Música das Esferas - Terra na categoria de "Melhor Álbum Instrumental Pop".
Em 2004, Marcus Viana assumiu o cargo de produtor musical do longa-metragem brasileiro Olga. Posteriormente foram mais dois filmes como produtor musical: As Filhas do Vento e O Mundo em Duas Voltas.
Em 2007, voltou a atuar com os músicos Giácomo Lombardi e José Audísio na banda Saecvla saecvlorum, com nova formação, em um show na Praça do Papa.